# Natalja Issatschenko (Skilangläuferin)
Natalja Issatschenko (kasachisch Наталья Исаченко; * 14. Februar 1979 in Tscheremschanka) ist eine ehemalige kasachische Skilangläuferin.

## Werdegang
Issatschenko trat international erstmals bei den nordischen Skiweltmeisterschaften 2001 in Lahti in Erscheinung. Dort belegte sie den 55. Platz in der Doppelverfolgung und den 29. Rang im Sprint. Ihr Debüt im Weltcup hatte sie im November 2001 in Kuopio, wo sie den 16. Platz mit der Staffel belegte. Bei den Olympischen Winterspielen 2002 in Salt Lake City errang sie den 51. Platz im Sprint und den 49. Platz im 15-km-Massenstartrennen. Im folgenden Jahr kam sie bei der Winter-Universiade in Tarvisio auf den 22. Platz im Sprint und auf den sechsten Rang über 5 km klassisch. Bei den Olympischen Winterspielen 2006 in Turin belegte sie den 61. Platz über 10 km klassisch, den 45. Rang im Sprint und den 38. Platz im 30-km-Massenstartrennen. In ihrer letzten aktiven Saison 2006/07 holte sie in Changchun mit dem 24. Platz im Sprint und den 13. Rang über 10 km Freistil ihre einzigen Weltcuppunkte. Bei der Winter-Universiade 2007 in Pragelato kam sie auf den 22. Platz über 5 km Freistil, auf den 12. Rang im Sprint sowie auf den sechsten Platz mit der Staffel und bei den Winter-Asienspielen 2007 in Changchun auf den zehnten Platz im Sprint. Beim Saisonhöhepunkt, den nordischen Skiweltmeisterschaften 2007 in Sapporo, belegte sie den 56. Platz im Sprint, den 45. Rang über 10 km Freistil und den 39. Platz im 30-km-Massenstartrennen.

## Teilnahmen an Weltmeisterschaften und Olympischen Winterspielen

### Olympische Winterspiele
- 2002 Salt Lake City: 49. Platz 15 km Freistil Massenstart, 51. Platz Sprint Freistil
- 2006 Turin: 38. Platz 30 km Freistil Massenstart, 45. Platz Sprint Freistil, 61. Platz 10 km klassisch

### Nordische Skiweltmeisterschaften
- 2001 Lahti: 29. Platz Sprint Freistil, 55. Platz 10 km Doppelverfolgung
- 2007 Sapporo: 39. Platz 30 km klassisch Massenstart, 45. Platz 10 km Freistil, 56. Platz Sprint klassisch